# Become
| ウィキペディアには「Become」という見出しの百科事典記事はありません（タイトルに「Become」を含むページの一覧/「Become」で始まるページの一覧）。 代わりにウィクショナリーのページ「become」が役に立つかもしれません。 |